# 歐洲新聞社聯盟
歐洲新聞社聯盟（英語：European Alliance of News Agencies，簡稱EANA），是一個集合歐洲新聞社的聯盟團體，於1956年在瑞士日內瓦創立。

## 目前成員
目前歐洲新聞社聯盟共有31個新聞社加入，其中有3個新聞社並不屬於地理上歐洲的範疇（一個在土耳其、一個在喬治亞、一個在亞塞拜然。）

## 外部連結
- 官方網站 （页面存档备份，存于）（英文）